# 里卡多·德尔加多
里卡多·德尔加多（西班牙語：Ricardo Delgado，1947年7月13日—），墨西哥男子拳击运动员。他曾代表墨西哥参加1968年夏季奥林匹克运动会拳击比赛，获得男子51公斤级金牌。